# 小松弘愛
小松弘愛（こまつ ひろよし、1934年11月13日- ）は、日本の詩人。
高知県生まれ。高知大学卒。高知学芸高等学校の国語教師を長く務め、教え子には歌人の谷岡亜紀などがいる。1967年より詩作を開始。1972年、詩集『異物』を私家版で刊行。1980年、詩集『狂泉物語』でH氏賞受賞。1995年、詩集『どこか偽者めいた』で日本詩人クラブ賞。「兆」「火牛」同人。高知新聞文芸・詩壇選者。土佐弁の研究も行う。

## 著書
- 幻の船 詩集 花神社 1984.5
- ポケットの中の空地 詩集 花神社 1986.7
- 愛ちゃん 詩集 花神社 1989.11
- 小松弘愛詩集 土曜美術社 1991.3 (日本現代詩文庫)
- どこか偽者めいた 詩集 花神社 1995.11
- 平鍬を肩にした少年 詩集 花神社 1998.8
- 「びっと」は“bit" 土佐方言の語彙をめぐって 詩集 花神社 2000.10
- 銃剣は茄子の支えになって 詩集 花神社 2003.10
- のうがええ電車 続・土佐方言の語彙をめぐって 詩集 花神社 2009.11

## 参考
- 文藝年鑑